# Nécropole nationale des prisonniers de guerre (1914-1918)
Pour un article plus général, voir Sites funéraires et mémoriels de la Première Guerre mondiale (Front Ouest).
La nécropole nationale des prisonniers de guerre (1914-1918) est un cimetière militaire français de la Première Guerre mondiale situé sur le territoire de la commune de Sarrebourg dans le département de la Moselle.

## Caractéristiques
Cette nécropole est la seule de France réservée aux prisonniers de guerre morts en captivité en Allemagne. Elle a été créée en 1922. Les corps avaient été exhumés des cimetières provisoires de camps situés sur le territoire allemand.
Le cimetière contient les corps de 13 320 prisonniers de guerre identifiés répartis en tombes individuelles et 34 inconnus regroupés dans deux ossuaires.
Au centre de la nécropole a été érigée la sculpture en granit le « Géant enchaîné » œuvre de Stoll, prisonnier du camp bavarois de Graffenwohr. La sculpture représente, de façon allégorique, la souffrance des prisonniers.
Une plaque dédiée à Léon Pasqual a été offerte par les prisonniers du département du Nord en hommage à ceux qui ont péri en Allemagne. Léon Pasqual fut député et sénateur du Nord. Vice-président de la commission de l'armée. En août 1914, en tant qu'officier de réserve, il partit au front et fut fait prisonnier. Il fut détenu dans le camp retranché de Maubeuge. À la fin de la Guerre, il reprit ses activités politiques.
Le Cimetière National des prisonniers a fait l'objet d'une inscription sur l'inventaire supplémentaire des monuments historiques par arrêté du 28 décembre 2017,.